# Jan Chryzostom Janiszewski
Jan Chryzostom Janiszewski (auch Johannes Chrysostomus Janiszewski; * 27. Januar 1818 in Pudliszki (Provinz Posen); † 11. Oktober 1891 in Gnesen) war ein polnischer Theologe, Priester und Politiker. Zuletzt war er Weihbischof im Erzbistum Gnesen-Posen. Im Zuge des preußischen Kulturkampfes wurde er 1877 abgesetzt.

## Leben
Er studierte katholische Theologie sowie Philosophie in Breslau und Berlin und schloss das Studium mit der Promotion ab. Janiszewski empfing 1844 in Gnesen die Priesterweihe. Danach war er bis 1846 Vikar in Trzemeszno. Anschließend war er bis 1855 Professor für Kirchengeschichte und Moraltheologie in Posen. Dort war er ab 1848 auch Regens des Klerikalseminars.
Daneben arbeitete er zwischen 1846 und 1852 auch als Redakteur der „Polnischen Kirchlichen Zeitung.“ Er war auch als katholisch-polnischer Sozialpolitiker tätig. Zu Beginn der Revolution von 1848/1849 war er während des Posener Aufstandes Mitglied des polnischen Nationalkomitees. Er gehörte auch der Deputation an, die dem König die Petitionen der Polen überbrachte. Janiszewski war vom 1. Juni 1848 bis 3. August 1848 als fraktionsloser Abgeordneter des Wahlkreises 12. Provinz Posen (Samter) Mitglied der Frankfurter Nationalversammlung. Dort gehörte er dem Katholischen Club an. Er tat sich in Frankfurt als Verfechter der polnischen Sache hervor. So protestierte er gegen die Einverleibung eines Teils der Provinz Posen in den Deutschen Bund. Er kritisierte auch nationalistische Äußerungen einiger liberaler und rechter Abgeordneter. Sein Nachfolger in Frankfurt war Karol Libelt. Janiszewski nahm 1848 auch am Slawenkongress in Prag teil. Er trat im selben Jahr als Mitbegründer und Organisator der Liga Polska hervor. In den Jahren 1849 bis 1851 sowie von 1862 bis 1866 war er Mitglied im preußischen Abgeordnetenhaus. Er gehörte der polnischen Fraktion an und war zeitweise deren Vizepräsident.
Zwischen 1858 und 1868 war er Propst in Kościelec und anschließend Domherr in Posen. Ab 1866 war er Generalvikar und Offizial der Erzdiözese Gnesen-Posen. Er wurde am 26. Juni 1871 zum Weihbischof in Gnesen-Posen bestellt. Die Bischofsweihe am 23. Juli 1871 wurde durch Mieczysław Halka Ledóchowski vollzogen. Nach der Absetzung des Erzbischofs Mieczysław Halka Ledóchowski 1874 im Zuge des preußischen Kulturkampfes weigerten sich die Domkapitel von Gnesen und Posen, einen Bistumsverweser zu wählen, da sie die Amtsenthebung für unrechtmäßig hielten. Insgeheim hatte der Papst Janiszewski zum Verwalter der Erzdiözese bestellt. Die Regierung ließ am 4. Juli die Wohnung von Janiszewski vergeblich durchsuchen, um die entsprechende Urkunde zu finden. Einige Zeit später wurde er vom Kreisgericht Posen wegen gesetzwidriger Anstellung von Geistlichen zu einer Geldstrafe von 2200 Talern und ersatzweise zu einem Jahr und drei Monaten Gefängnis verurteilt. Da er die Strafe nicht zahlte und eine Pfändung nur einen geringen Betrag ergab, wurde Janiszewski verhaftet und bis Februar 1875 inhaftiert. Danach wurde er in Brandenburg interniert und lebte zeitweise in Berlin. Später war er erneut in Gnesen inhaftiert. Im Jahr 1877 wurde er als Domherr und Weihbischof abgesetzt. Er lebte danach längere Zeit im Exil in Krakau und konnte erst 1886 nur als Privatperson nach Posen zurückkehren.
Janiszewski war auch Autor theologischer Schriften. So veröffentlichte er 1860 Die Ehelosigkeit der Geistlichen der Katholischen Kirche.